# Finkenburg (Nordhausen)
Die Finkenburg ist ein gotisches Fachwerkhaus in Nordhausen am Harz und gilt als ein Wahrzeichen der Stadt.

## Name
Der Name lautete ursprünglich Finklerburg und geht vermutlich auf Heinrich I. zurück, der auch als Heinrich der Finkler bekannt war, und um 910 an dieser Stelle eine Burg errichten ließ. Die Burganlage wurde 1180 durch Heinrich den Löwen verbrannt, danach wiederaufgebaut und 1277 schließlich durch die Bürger zerstört.

## Geschichte
Die heutige Finkenburg wurde um 1444 als Ständerbau mit auskragendem oberen Stockwerk auf einer Kelleranlage errichtet, die aus dem 14. Jahrhundert stammt. Mit ihren zwei Geschosse durchlaufenden Ständern, dem streng durchgeführten Fachwerksystem sowie der Verbindung mit dem aufgesetzten und über Knaggen weit ausladenden Obergeschoss ist die Finkenburg eine für die Mitte des 15. Jahrhunderts typische Mischform aus Geschossbauten und einzeln verzimmerten Stockwerken. Wegen der zahlreichen Umbauten und Veränderungen ist eine genaue Beschreibung des bauzeitlichen Zustandes des Fachwerkhauses zu dieser Zeit nicht mehr möglich, dürfte jedoch in etwa der heutigen Erscheinung entsprechen.
Die genaue Nutzung vor 1860 ist unklar, seitdem wird die Finkenburg als Wohnhaus genutzt. Der bauliche Zustand verschlechterte sich durch zu viele Bewohner und mangelnde Hygiene mit Beginn des 20. Jahrhunderts zusehends. 1915 war ein Teil der Balken im Innern gebrochen, Treppen morsch und Fenster defekt; das Wohnen war kaum noch möglich, dennoch lebten zu dieser Zeit 39 Personen im Haus.
Ein Abriss durch den Eigentümer Otto Kellermann wurde 1921 durch die Stadt abgelehnt, zwei Jahre später erwarb der Deutsch-Amerikaner Ulrich König aus Milwaukee das Gebäude und machte die Finkenburg seiner Heimatstadt Nordhausen zum Geschenk.
Der Wiederaufbau im April 1927 konnte nur durch große Anstrengungen der Nordhäuser Bürger und private Spenden realisiert werden. Seit der Sanierung besitzt das Hauptgebäude im Bereich des Ständerhauses nur noch zwei Geschosse. Darüber kragt das zweite Obergeschoss als Stockwerk aus. Das Innere des Hauses wurde in zeitgenössischer Formensprache gestaltet.
Bis 1940 wurde die Finkenburg als Gildehaus genutzt, danach war in Teilen des Gebäudes eine Kindertagesstätte für 100 Kinder untergebracht. Nach 1945 war die Finkenburg Parteihaus der SED, 1959 wurde sie wieder als Haus der Handwerkerschaft genutzt.
1993 wurde das Gebäude im Inneren durch Brandstiftung stark beschädigt. Nach anschließender originalgetreuer Sanierung konnte die Finkenburg 1997 wieder eröffnet werden.

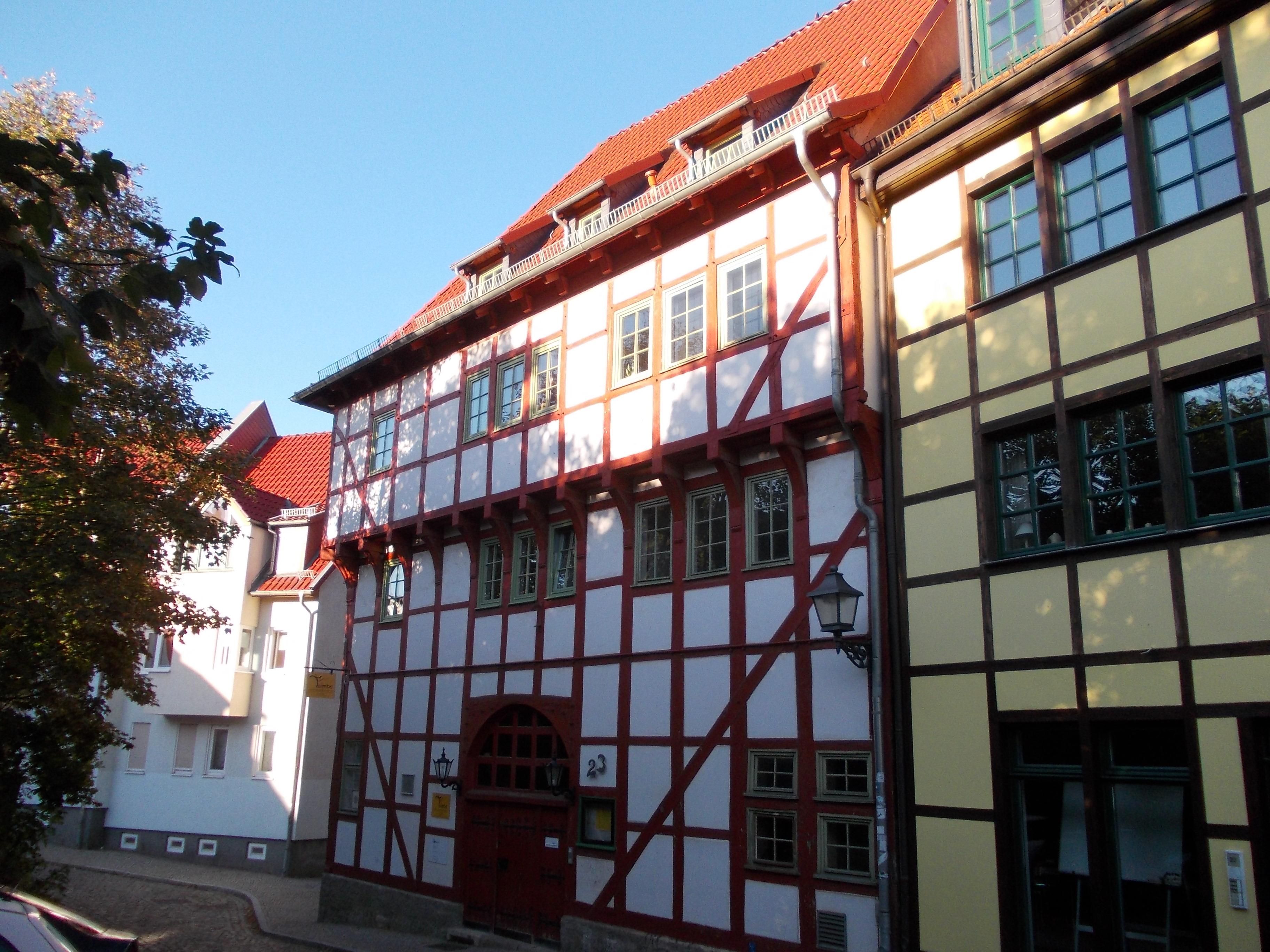
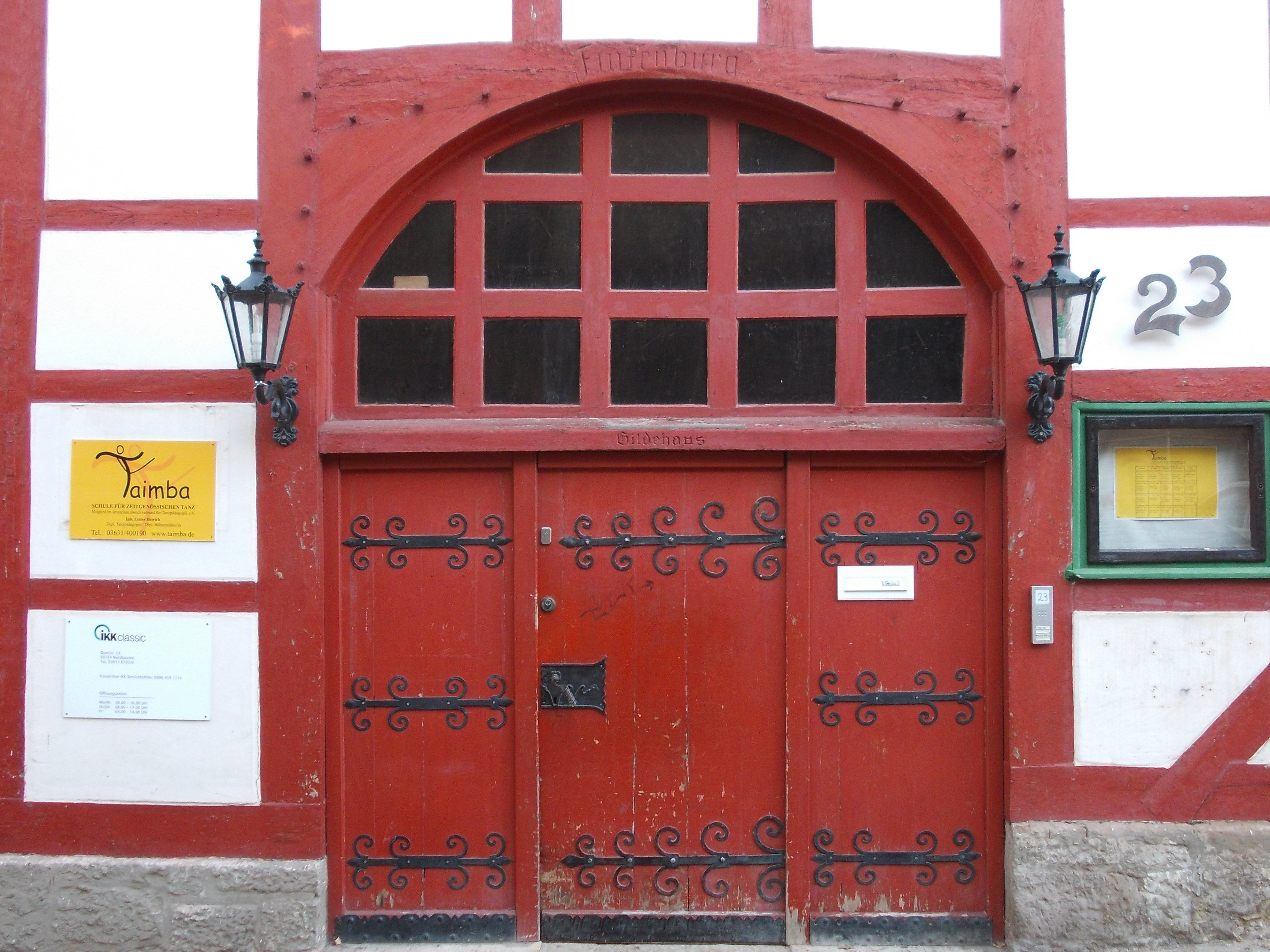
Eingang
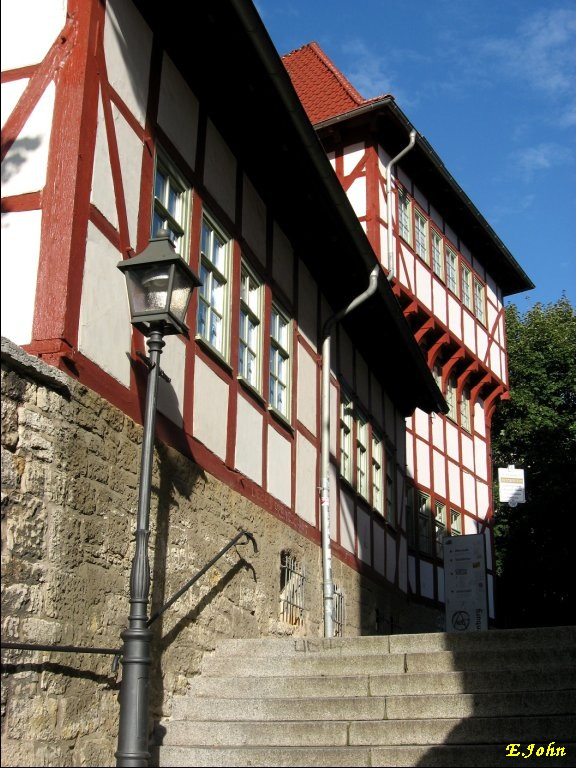
Finkenburg mit der „Wassertreppe“